# Municipio de Deerfield (condado de Isabella)
El municipio de Deerfield (en inglés: Deerfield Township) es un municipio ubicado en el condado de Isabella en el estado estadounidense de Míchigan. En el año 2010 tenía una población de 3188 habitantes y una densidad poblacional de 34,35 personas por km².

## Geografía
El municipio de Deerfield se encuentra ubicado en las coordenadas 43°35′43″N 84°54′12″O / 43.59528, -84.90333. Según la Oficina del Censo de los Estados Unidos, el municipio tiene una superficie total de 92.82 km², de la cual 91.82 km² corresponden a tierra firme y (1.08%) 1 km² es agua.

## Demografía
Según el censo de 2010, había 3188 personas residiendo en el municipio de Deerfield. La densidad de población era de 34,35 hab./km². De los 3188 habitantes, el municipio de Deerfield estaba compuesto por el 93.13% blancos, el 0.44% eran afroamericanos, el 3.48% eran amerindios, el 0.88% eran asiáticos, el 0.03% eran isleños del Pacífico, el 0.38% eran de otras razas y el 1.66% pertenecían a dos o más razas. Del total de la población el 2.57% eran hispanos o latinos de cualquier raza.